# Stanisław Karol Marenicz
Stanisław Karol Marenicz (ur. 1856, zm. 11 maja 1913) – polski lekarz dermatolog i wenerolog. 
Urodził się w 1856 roku jako syn Tymoteusza. Ukończył gimnazjum w Lublinie, studiował medycynę na Uniwersytecie Warszawskim, dyplom lekarza uzyskał 7 marca 1878 roku. Służył jako lekarz wojskowy podczas wojny rosyjsko-tureckiej w korpusie zapasowym armii, przydzielony do Szpitala Ujazdowskiego w Warszawie. W 1880 roku przeniesiony do garnizonu w Wilnie. Pracował jako lekarz pułkowy i w szpitalu wojskowym na oddziale chorób wenerycznych. Po zwolnieniu ze służby wyjechał na Kaukaz i praktykował w miejscowości Achty w okręgu samurskim w Dagestanie. Potem powrócił do Wilna, gdzie zmarł w 1913 roku. Od 1880 roku członek Towarzystwa Lekarskiego Wileńskiego, działał w Oddziale Wileńskim Ligi Przeciwgruźliczej.

## Prace
- Otczet po Wenericzeskomu i Sifiliticzeskomu otdielenijam Wilenskago wojennago Gospitala za 1881 god. Protokoł Imp Wilen Med Obszczestwa 3, 8-58 (1882)
- Słuczaj wnutriennoj roży (iz gospitalnoj praktiki). Protokoł Imp Wilen Med Obszczestwa 7, 4-15 (1882)
- Słuczaj tuberkuleznago porażenija jazyka. Protokoł Imp Wilen Med Obszczestwa 9 (1887)